# Bahnhof Driebergen-Zeist
Der Bahnhof Driebergen-Zeist ist ein Durchgangsbahnhof der niederländischen Bahngesellschaft NS auf dem Gebiet der niederländischen Gemeinde Utrechtse Heuvelrug. Das namensgebende Zeist liegt etwa zwei Kilometer nördlich, Driebergen liegt ebenfalls zwei Kilometer entfernt, jedoch in südlicher Richtung. Der Bahnhof wurde von 2017 bis 2020 umfangreich modernisiert und umgebaut.

## Geschichte
Am 27. Juni 1844 wurde der Abschnitt Utrecht-Driebergen-Zeist der Bahnstrecke Amsterdam–Arnhem eröffnet, welcher von der Nederlandsche Rhijnspoorweg-Maatschappij in Auftrag gegeben wurde. Zunächst hieß der Bahnhof nur Driebergen. Im Jahre 1864 wurde der Name in Driebergen-Zeist, im Jahr 1904 jedoch wieder auf Driebergen geändert. Im Jahre 1948 erhielt die Station wieder den heutigen Namen Driebergen-Zeist. Der Mittelbahnsteig wurde 1854 gebaut. Im Jahre 1864 erhielt die Station ein neues Bahnhofsgebäude.
Im Jahre 1962 wurde der Bahnhof abgerissen und durch einen Neubau ersetzt. Das Stellwerk wurde 1971 abgerissen
2004 wurden die Bahnsteige verlängert, um auch längeren Fernzügen den Halt in Driebergen-Zeist zu ermöglichen. 

### Umbau
Der Bahnhof Driebergen-Zeist wurde seit 2017 umfangreich umgebaut, um dem Stau am Bahnübergang, überfüllten Fahrradständern und mangelnden Parkplätzen entgegenzuwirken. Die Hoofdstraat, die die Gleise bisher als Bahnübergang kreuzte, wurde durch einen Tunnel unterführt und zugleich verbreitert, während der Bahnübergang des Odijkerweg geschlossen wurde. Der Bahnhofsplatz befindet sich nun sowohl um als auch unterhalb der Gleise, wodurch das gefährliche Überqueren der Gleise vermieden wurde. Des Weiteren wurde ein neuer Busbahnhof sowie eine Fahrradstation mit Platz für 3000 Fahrräder errichtet. Die Anzahl der Gleise wurde außerdem von zwei auf vier erweitert. Indes ist ein Parkhaus mit einer Kapazität von 600 Fahrzeugen errichtet worden. Das Projekt, das von den Gemeinden Utrechtse Heuvelrug sowie Zeist, den Nederlandse Spoorwegen, ProRail und der Provinz Utrecht in Auftrag gegeben worden ist, wurde zu großen Teilen vom Ministerie van Infrastructuur en Waterstaat finanziert und vom Bauunternehmen BAM ausgeführt. Die Bauarbeiten wurden im März 2020 fertiggestellt, neun Monate früher als geplant.

## Streckenverbindungen
Im Jahresfahrplan 2022 bedienen folgende Linien den Bahnhof Driebergen-Zeist:
| Zugtyp    | Linienverlauf | Frequenz |
| --------- | --- | --- |
| Intercity | Nijmegen – Arnhem Centraal – Ede-Wageningen – Driebergen-Zeist – Utrecht Centraal – Amsterdam Centraal – Alkmaar – Den Helder | halbstündlich                                                                                                  |
| Intercity | Utrecht Centraal – Driebergen-Zeist – Veenendaal-De Klomp – Ede-Wageningen – Arnhem Centraal – Elst – Nijmegen                | stündlich (Nachtnet)                                                                                           |
| Sprinter  | Breukelen – Utrecht Centraal – Driebergen-Zeist – Veenendaal Centrum – Rhenen                                                 | halbstündlich                                                                                                  |
| Sprinter  | Uitgeest – Zaandam – Amsterdam Centraal – Breukelen – Utrecht Centraal – Driebergen-Zeist (– Veenendaal Centrum)              | halbstündlich (fährt nicht nach 20 Uhr; fährt nur in der HVZ zwischen Driebergen-Zeist und Veenendaal Centrum) |